# Orðabók Gunnlaugs Oddssonar
Orðabók sem inniheldur flest fágæt, framandi og vandskilin orð er verða fyrir í dönskum bókum (pol. słownik, który zawiera wiele rzadkich, dziwnych i ciężkich do zrozumienia słów, które można znaleźć w duńskich książkach) – słownik autorstwa Gunnlaugura Oddssona.
Słownik jest cennym źródłem informacji na temat sytuacji języka islandzkiego i jego gramatyki na początku XIX wieku. 
W 1991 roku Jón Hilmar Jónsson i Þórdís Úlfarsdóttir wydali nową edycje słownika wraz z indeksem słów islandzkich. 